# Estandarte

Estandarte real de Portugal, séculos XIX e XX

O estandarte — no âmbito da heráldica e da vexilologia — constitui um tipo de bandeira. 
Na heráldica, o termo carateriza uma bandeira pelo seu formato específico. Conforme a tradição heráldica, pode referir-se a um tipo de bandeira de formato quadrado ou a um tipo de formato triangular e alongado. Em vexilologia, o termo é usado mais ambiguamente, aplicando-se a uma diversidade de bandeiras, caracterizando-as mais pelo seu tipo de uso, independentemente dos respetivos formatos. Aplica-se assim frequentemente às bandeiras usadas como distintivos pessoais de chefes de estado, bem como a bandeiras portáteis usadas por unidades militares, instituições religiosas e organizações civis em desfiles e outros eventos cerimoniais.
O termo "estandarte" é ocasionalmente também usado para designar certos tipos de vexilóides.

## Etimologia
Em língua portuguesa, a palavra "estandarte" tem origem na antiga palavra francesa estendard (que entretanto evoluiu para étendard no francês moderno). Por sua vez, estendard derivou da palavra frâncica standhard — composta pelos elementos stand (ficar) e hard (firme) — que significava assim "estável", "fixo" ou "inabalável". De observar que este termo deu também origem à palavra inglesa standard que, além de significar "estandarte", também passou a significar "padrão" ou "norma", tendo entrado no léxico da língua portuguesa com esta última significação.

## Origem
O termo "estandarte" aparece inicialmente referido sob várias variantes no francês antigo, tais como estendard, estandard ou standart, sendo ocasionalmente latinizado para formas como standardum ou standarum. Uma das primeiras aparições do termo ocorre na Canção de Rolando, escrita no século XI, tendo como tema a Batalha de Roncesvales travada em 778 dC. O autor da obra chama estandart (estandarte) a uma insígnia de Maomé e Termagante (divindade mítica que os cristãos medievais acreditavam ser venerada pelos sarracenos), a qual era levada perante o emir Baligant. O texto não explica contudo como seria esta insígnia, mas indicia que a mesma seria um vexiloide e não uma bandeira propriamente dita, uma vez que na obra as bandeiras aparecem referidas como enseigne (signa) or gunfanun (gonfalão). A inspiração do autor poderá ter vindo de uma insígnia sarracena capturada durante a contemporânea Primeira Cruzada. Assim, no verão de 1099 e durante os combates para tomar Jerusalém, Roberto II da Normandia teria tomado aos sarracenos um objeto então referido como "estandarte", que consistia numa longa haste coberta de prata no topo da qual assentava uma bola ou maçã dourada. Segundo Alberto de Aquisgrão, cronista da Primeira Cruzada, este tipo de estandarte seria levado adiante dos exércitos sarracenos, sendo em redor do qual que se reuniria o escol das suas tropas.

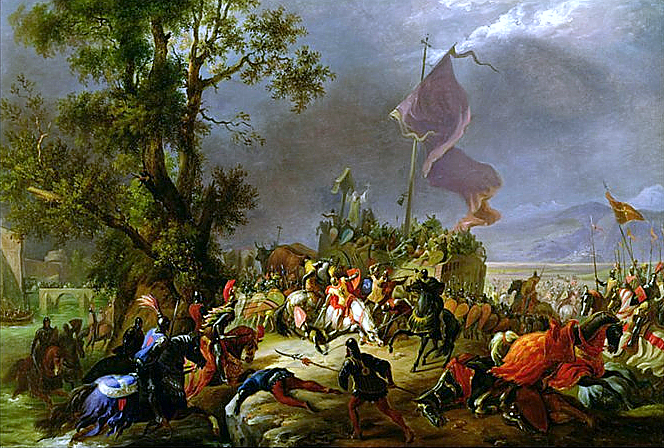
Batalha de Legnano, travada em 1176, entre a Liga Lombarda e o imperador Frederico Barbarossa, vendo-se em segundo plano o carroccio (versão italiana do estandarte) carregado de tropas e arvorando uma grande bandeira.

Uma segunda forma do uso do termo "estandarte" irá aparecer no século XII, referindo-se agora ao engenho — já então utilizado pelos italianos e por eles referido como carroccio — que consistia num grande carro de guerra de quatro rodas, no qual assentava um grande poste, semelhante a um mastro de navio, no qual eram arvoradas uma ou mais bandeiras. Estes engenhos tinham inicialmente uma função tática nos campos de batalha, servindo como redutos de campanha, onde se posicionavam os comandantes dos exércitos e à volta do quais se reuniam os núcleos principais das tropas para combater o inimigo. A sua importância tática levou a que lhes fosse também uma associada uma forte importância simbólica. Como tal, para além de arvorarem as bandeiras dos respetivos soberanos, ostentavam frequentemente outras insígnias estatais ou religiosas. Um engenho deste tipo, tendo arvorada a bandeira de Ricardo I de Inglaterra, aparece referido como "estandarte" na descrição do seu emprego pelos cruzados num combate com os sarracenos, perto do Acre, no final de agosto de 1191. O uso deste tipo de engenhos estaria algo generalizado nos exércitos europeus da época. A Batalha do Estandarte, travada entre ingleses e escoceses em 1138, perto da localidade inglesa de Northallerton, ficou conhecida por este nome justamente por nela se ter destacado o uso de um engenho como aquele, no qual estariam arvoradas três bandeiras. Tipicamente, as bandeiras arvoradas nos mastros dos estandartes eram geralmente semelhantes às flâmulas arvoradas nos topes dos mastros dos navios, sendo assim de formato longo e triangular, terminando em várias pontas.
A designação "estandarte" aplicada inicialmente ao engenho que servia de suporte às bandeiras acabou por transferir-se para as próprias bandeiras nele arvoradas. Como estas representavam normalmente a entidade à qual as tropas deviam lealdade, no século XIII, o termo "estandarte" começa a ser utilizado para designar as principais bandeiras de monarcas, bem como de cidades-estado e de outras entidades dotadas de soberania.
Na região europeia de influência anglo-normanda, compreendendo parte da França, Flandres e Grã-Bretanha, o termo "estandarte" continuou a ser usado para designar o formato específico de bandeira que era tipicamente arvorado nos antigos engenhos com aquele nome, referindo-se portanto a uma longa bandeira triangular terminando em várias pontas.

## Heráldica
No âmbito da heráldica, o termo "estandarte" caracteriza uma bandeira pelo seu formato específico, podendo usar-se tanto para designar uma bandeira material contendo emblemas heráldicos, como para designar uma figura na forma daquela, constante do ordenamento de um brasão. As tradições heráldicas ibérica e galo-britânica usam contudo o mesmo termo para designar formatos distintos.

### Heráldica galo-britânica
Na tradição heráldica galo-britânica, surgida na região que compreende a Flandres, o Norte de França e a Grã-Bretanha, o estandarte constitui uma bandeira longa e estreita, cuja largura vai diminuindo do lado da haste para lado do batente, terminando geralmente em duas pontas arredondadas. Em regra, o seu campo é das cores do libré do titular, nelas assentando as empresas ou emblemas heráldicos deste, incluindo o respetivo mote. Em contraste com a bandeira armorial e outras bandeiras heráldicas — que têm como objetivo a exibição de brasões de armas —, o estandarte tem como objetivo principal exibir as empresas pessoais e as cores do libré do seu titular.

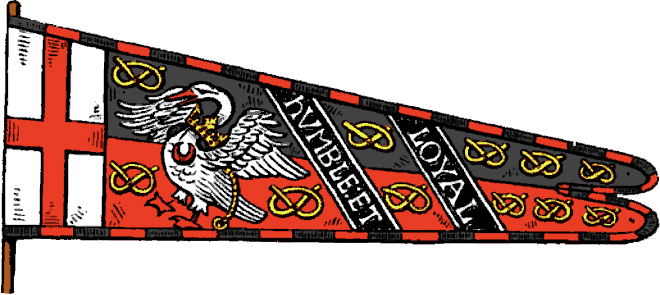
Estandarte heráldico da família Stafford, Inglaterra

Esta forma de estandarte teria surgido no século XIV, em França, quando do aparecimento dos exércitos profissionais em complemento às já existentes hostes feudais. A bandeira armorial com as armas familiares do senhor feudal servia para guiar a sua hoste no campo de batalha. Não era contudo apropriada para guiar as tropas profissionais, uma vez que estas que não eram constituídas por vassalo do senhor feudal. Foi portanto necessário utilizar uma outra signa para guiar estas tropas, aparecendo assim o estandarte, segundo o conceito galo-britânico. Enquanto que a bandeira armorial era quadrada e continha as armas familiares, o estandarte era triangular e alongado, terminando geralmente em duas pontas e exibindo os sinais pessoais — e não familiares — do titular, nomeadamente as cores do seu libré, as suas empresas e os seus motes.
O estandarte de combate do Rei de França tinha designação particular de "auriflama", sendo por ele levado nas suas campanhas militares, durante a Idade Média.
Na Inglaterra medieval, o estandarte era maior que as outras bandeiras e o seu cumprimento variava de acordo com grau nobiliárquico do portador. Geralmente, tinha do lado da haste a cruz de São Jorge e o restante campo dividido dois esmaltes dispostos em faixa, correspondentes às cores do libré do detentor, sobre o qual assentavam as suas empresas heráldicas e listeis com os motes. Na Inglaterra de hoje, qualquer titular de armas a quem tenha sido também concedida uma empresa heráldica tem direito ao uso de um estandarte. Na Escócia, contudo, o uso de estandarte está sujeito a uma concessão especial e apenas dentro de certas condições. O comprimento dos estandartes escoceses varia entre 10 pés (3 m) e 21 pés (6,4 m) conforme o grau do detentor.

### Heráldica ibérica

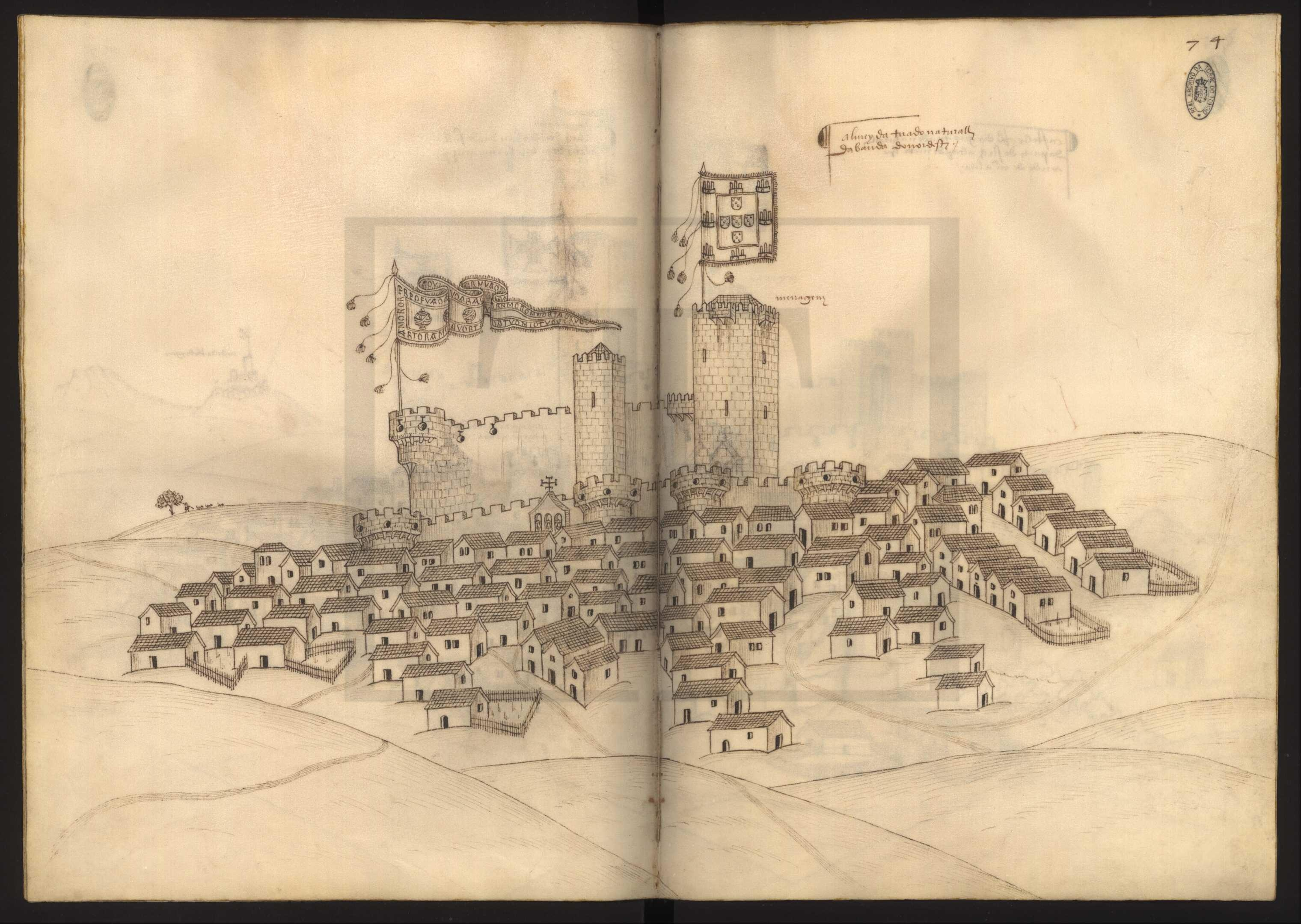
Castelo de Almeida no início do século XVI, tendo arvorado o estandarte pessoal de D. Manuel I de Portugal (longa bandeira triangular) e a bandeira real (que era o antigo "estandarte", segundo conceito que vigorava no século XIII).

No âmbito da tradição heráldica surgida nos reinos cristãos medievais da Península Ibérica, o estandarte constituía uma bandeira de formato quadrado. 
Uma das mais antigas definições do que era então um estandarte aparece nas Sete Partidas, uma compilação das leis e costumes seguidos então na Península Ibérica, codificadas a mando do rei Afonso X de Castela (1252-1284). No conjunto de leis que se referem à guerra, as Sete Partidas incluem talvez a mais antiga regulamentação vexilológica conhecida, a qual refletiria a prática ibérica nesta área durante o século XIII. O que são hoje genericamente designadas como "bandeiras" eram então referidas como "signas", estando classificadas nas Sete Partidas como subdivididas em signas maiores e em pendões. O estandarte aparece como sendo a principal das signas maiores, com um formato quadrado e sem farpas. O seu uso estava reservado aos imperadores e aos reis, sendo que o almirante-mor deveria arvorar o estandarte do seu rei na galé em que embarcasse.
Por volta do século XV, a designação das diversas signas torna-se aparentemente mais ambígua, aparecendo o uso do termo "estandarte" também com a mesma aceção que a usada na heráldica galo-britânica, designando assim uma signa longa e triangular. Por outro lado, o termo "bandeira" — que nas Sete Partidas se aplicava apenas a uma signa específica de formato retangular para uso dos chefes de 10 a 50 cavaleiros — passou a ser usado de forma mais generalista, aplicando-se também ao estandarte real de formato quadrado, que passa frequentemente a ser referido como "bandeira real".
Nas heráldicas portuguesa, espanhola e italiana, o termo "estandarte" continua ainda hoje a ser ocasionalmente usado como termo alternativo para designar uma bandeira quadrada empregue como figura do escudo.

## Vexilologia
No âmbito da vexilologia — cuja terminologia ainda não se encontra tão bem definida como a da heráldica —, o termo "estandarte" é utilizado de forma mais ambígua, podendo referir-se a várias realidades distintas. O termo é geralmente usado para classificar uma bandeira mais pela sua função e não tanto pelo seu formato. São assim geralmente referidas como "estandartes" as bandeiras distintivas dos chefes de estado e as bandeiras cerimoniais e processionais de unidades militares, municípios, instituições religiosas e organizações civis. O termo é também usado na vexilologia para designar determinados vexilóides.
Na década de 1960, o heraldista F. P. de Almeida Langhans sugeriu um sistema de nomenclatura e padronização em língua portuguesa para os diversos tipos de bandeiras, no qual o termo "estandarte" designaria uma bandeira rica, de formato quadrado, destinada a ser suspensa numa haste de lança, para ser transportada à mão. Seria feito de tecidos e fios preciosos, no qual os metais heráldicos (ouro e prata) se apresentariam nos seus tons originais (e não em amarelo e branco, como nas bandeiras para arvorar em mastros e adriças). Os seus lados seriam reforçados por um cordão dos esmaltes dominantes no pano, servindo as extremidades deste — que terminariam em borlas — para segurar e suspender o estandarte à sua haste. O estandarte teria 1 m de lado como dimensões de base, as quais constituíam a unidade a partir da qual poderiam ser concebidas outras dimensões e formas de panos. O uso desta nomenclatura teve alguma generalização em Portugal, nomeadamente com o uso do termo "estandarte" para designar as bandeiras de desfile de unidades militares, municípios e de outras instituições e ordenando-se frequentemente as mesmas seguindo o padrão proposto por Almeida Langhans.

### Estandartes da antiguidade

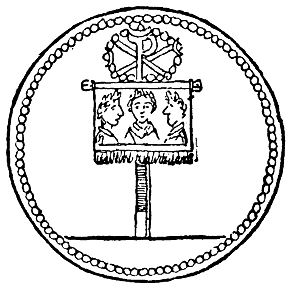
Lábaro representado numa moeda romana da época de Constantino

Os estandartes da antiguidade consistiam maioritariamente em signas compostas por um emblema colocado no topo de uma haste, não dispondo de qualquer pano, em contraste com as modernas bandeiras. Constituíam portanto o que na vexilologia atual são classificados como "vexilóides". Os emblemas escolhidos para rematar as hastes eram originalmente simples, mas tornaram-se cada vez mais elaborados, consistindo frequentemente em imagens ou pequenas esculturas de animais.
O Exército da Roma Antiga desenvolveu um sistema de signas cuja principal se tornou a águia, usada como estandarte das legiões, tornando-se mais tarde símbolo do próprio Império Romano. Como signa das tropas de cavalaria e de outras unidades auxiliares, os romanos adotaram o vexilo, que consistia num pequeno estandarte de pano pendente de uma vareta horizontal fixa transversalmente à haste. Pensa-se que os atuais estandartes — sobretudo os armados em verga — são originários dos antigos vexilos romanos.
O lábaro era o estandarte especial que o imperador Constantino passou a usar após a sua vitória sobre Maxêncio em Ponte Mílvia. Tinha o formato de um vexilo, caracterizando-se por conter as letras gregas Chi (χ) e Rho (ρ), formando o monograma de Cristo (ΧΡΙΣΤΟΣ ou Χριστός em grego).
Apesar dos vexilóides acima descritos serem hoje retrospetivamente referidos como "estandartes", não o eram na própria época em que foram usados. O primeiro vexilóide referido como "estandarte" na própria época em que existiu foi uma signa sarracena observada pelos cruzados cristãos do século XI. Esta signa seria constituída por uma haste no topo da qual assentava uma bola dourada e seria usada para guiar os exércitos sarracenos.

### Estandartes militares

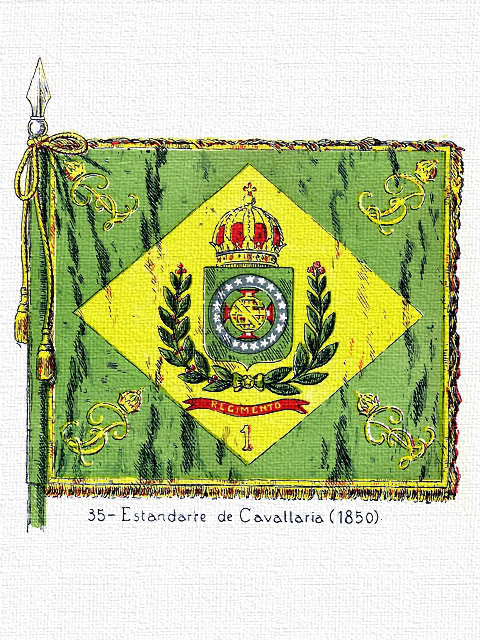
Estandarte do 1º Regimento de Cavalaria do Exército Brasileiro, 1850

Nos exércitos europeus do século XVII, generalizou-se o uso do termo "estandarte" para designar as bandeiras das suas unidades de cavalaria. Os estandartes de cavalaria distinguiam-se das bandeiras de infantaria por serem mais pequenos e leves, a fim de poderem ser facilmente transportáveis a cavalo. Refletindo o estatuto mais exclusivo e elitista da cavalaria, os seus estandartes eram geralmente mais elaborados, bordados e feitos de tecidos mais ricos que as bandeiras da infantaria. Conforme a organização de cada exército, existia em regra um estandarte por cada companhia ou esquadrão de cavalaria. Em alguns exércitos, as unidades de cavalaria ligeira e de dragões tinham modelos específicos de estandartes designados, respetivamente, "cornetas" e "guiões". 
Em alguns países, para além das unidades de cavalaria, também as guardas reais e outras unidades sob patronato especial do monarca tinham o privilégio de dispor de bandeiras de honra representativas do seu soberano que eram igualmente designadas "estandartes". Exemplos de unidades com esse privilégio são os regimentos de guardas a pé britânicos e a antiga Companhia dos Guardas-Marinhas portuguesa.
A tradição do uso de estandartes pelas unidades montadas a cavalo ou, modernamente, em viaturas mecânicas — em contraponto às bandeiras de maiores dimensões usadas pelas unidades apeadas — manteve-se em grande parte dos exércitos até ao século XX. No Exército Português por exemplo, existia um estandarte em cada um dos quatro esquadrões de um regimento de cavalaria, cuja cor de fundo (azul, escarlate, amarelo ou branco) identificava o esquadrão, tendo ao centro as armas reais. A partir de 1863, passou a existir um único estandarte em cada regimento considerado montado (cavalaria, artilharia a cavalo e mais tarde aeronáutica) com as cores da bandeira nacional, mantendo as armas nacionais ao centro. Na década de 1960, acabou a distinção tradicional entre os estandartes e as bandeiras de unidades a pé, passando a ser todos idênticos e genericamente designados "estandartes nacionais". Durante o período do Império, as unidades de cavalaria do Exército Brasileiro usavam também estandartes de menores dimensões que as bandeiras usadas pelas unidades de infantaria, cujo desenho se baseava no da bandeira nacional.
A distinção entre estandartes de menores dimensões para as unidades montadas e as bandeiras para as unidades a pé é ainda preservada por tradição em bastantes exércitos, incluindo os da Bélgica, Dinamarca, França, Itália, México, Países Baixos e Reino Unido.
Nas forças militares e paramilitares atuais de muitos países, designam-se "estandartes" as bandeiras portáteis cerimoniais das várias unidades e outros órgãos militares. Estas podem ser a forma portátil da respetiva bandeira nacional ou uma bandeira cerimonial com a simbologia privativa de cada unidade. Nas Forças Armadas do Brasil, algumas organizações militares dispõem de um estandarte histórico normalmente contendo as cores e símbolos heráldicos das mesmas. Nas Forças Armadas Portuguesas, cada unidade dispõe de um estandarte nacional (semelhante à bandeira nacional) e de um estandarte heráldico (com a simbologia heráldica particular da unidade).

### Estandartes de chefes de estado

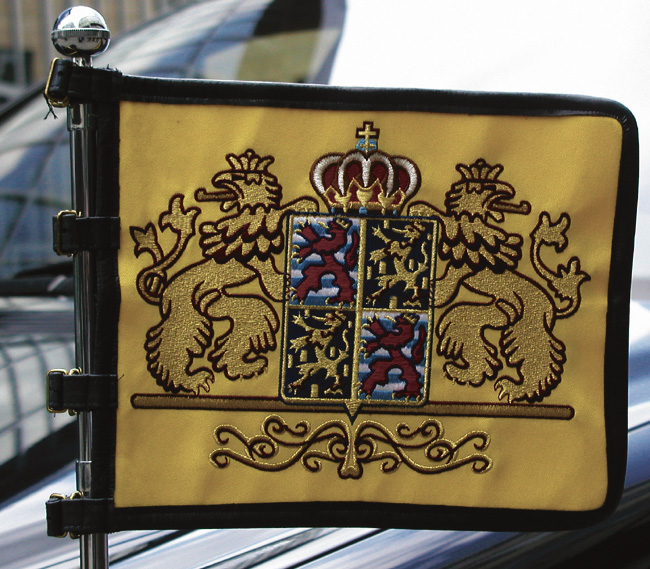
Estandarte grão-ducal do Luxemburgo, hasteado na viatura oficial do Grão-Duque

As bandeiras distintivas pessoais dos chefes de estado são tradicionalmente conhecidas como "estandartes". Esta designação ocorre desde a Idade Média, altura em que o estandarte era a signa maior de uso exclusivo de um rei ou imperador. Como o tempo, os estandartes dos diversos monarcas medievais acabaram por ser utilizados num âmbito mais alargado, deixando de representar meramente a pessoa do rei e a representar a totalidade do seu reino, constituindo portanto os percursores do que viriam a ser as bandeiras nacionais. Sendo inicialmente bandeiras armoriais (bandeiras cujo pano é totalmente ocupado pela quadratura do campo do respetivo escudo de armas), a partir de final do século XVI, os estandartes tendem a continuar a conter as armas reais, mas agora ocupando apenas o centro do pano e contidas dentro de um escudo no seu formato original, sobre o qual assentava a coroa real.
Conforme o título e a natureza dos respetivos chefes de estado, os seus estandartes podem ser mais especificamente referidos por designações particulares, tais como "estandartes imperiais", "estandartes reais", "estandartes presidenciais" ou outras. Em alguns casos, a bandeira do chefe de estado é referida como "estandarte" meramente por uma questão de uso e tradição, uma vez que não é essa a sua designação formal. É o caso do chamado "estandarte real" do Reino Unido, o qual — de acordo com as regras da heráldica britânica — não é tecnicamente um estandarte mas sim uma bandeira armorial. Em algumas monarquias, existem também estandartes para outros membros da família real, para além do próprio monarca.
O estandarte de um chefe de estado serve para ser arvorado na sua residência oficial ou em outros locais onde o mesmo se encontre. Se o chefe de estado se encontrar a bordo de um navio, o seu estandarte é normalmente arvorado no tope do mastro principal. Uma versão reduzida do mesmo é hasteada numa pequena haste colocada na parte frontal de uma viatura oficial em que chefe de estado seja transportado.
Até ao século XIX, nas marinhas de diversos estados mantinha-se o costume de origem medieval do oficial general comandante de uma armada ou frota naval ter o privilégio de arvorar o estandarte real no navio em que embarcasse, mesmo que o soberano não se encontrasse a bordo. Este privilégio fez com que, no âmbito naval, o estandarte real passasse a ser considerado como a insígnia de um almirante ou outro alto comandante naval, assinalando o seu navio-almirante.

### Estandartes religiosos e civis
O termo "estandarte" é também usado como designação generalista das bandeiras cerimoniais de corporações e comunidades religiosas (ordens religiosas, institutos seculares, paróquias, confrarias, etc.) e civis (municípios, academias, associações, sindicatos, clubes, etc.), que se destinam a ser transportadas à mão em cortejos, desfiles, procissões, solenidades e outros eventos.

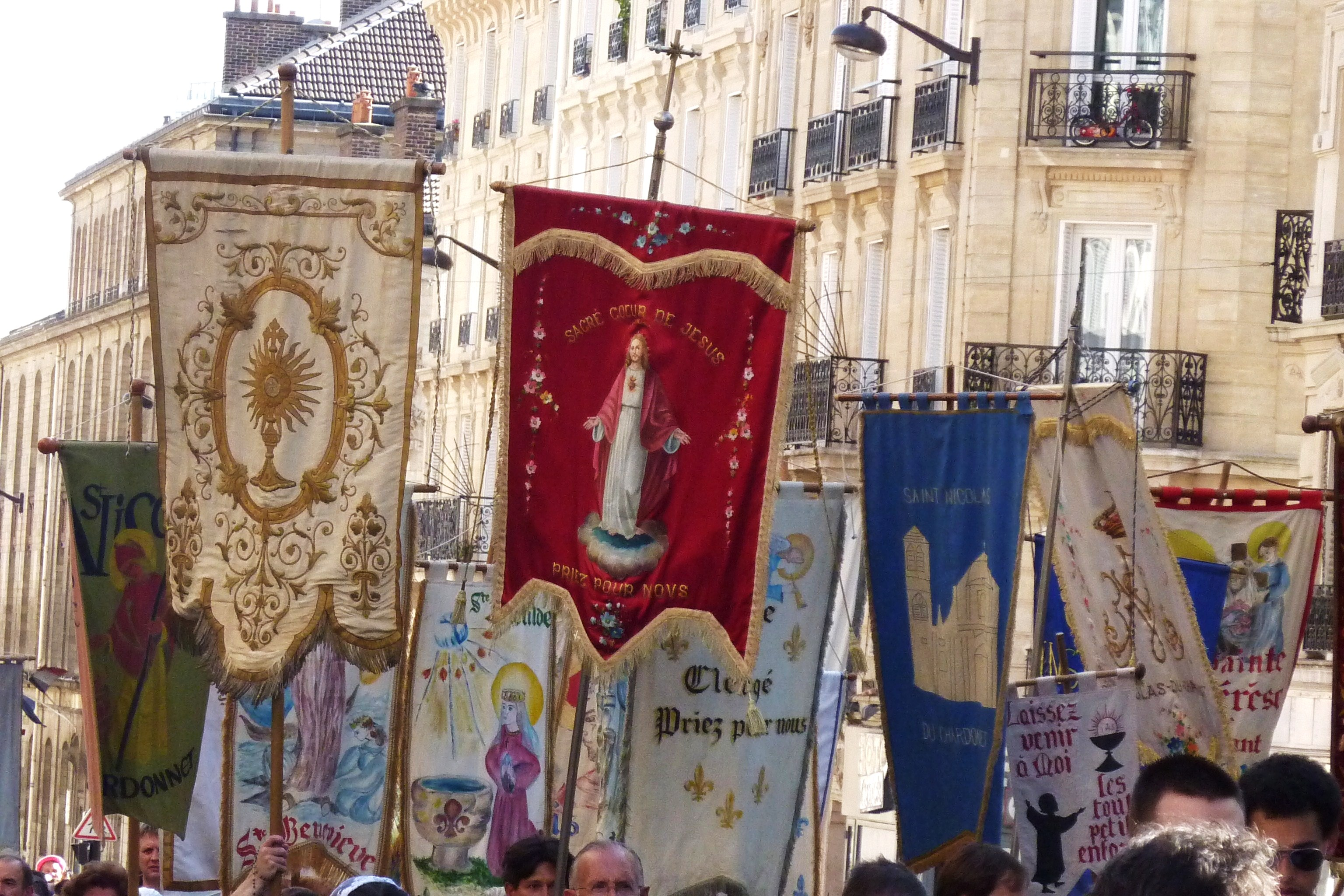
Estandartes católicos, exibidos na procissão da Assunção de Maria em Paris.

Os estandartes processionais das instituições e comunidades religiosas católicas são tipicamente armados em verga, sendo portanto suspensos verticalmente de uma vareta horizontal que forma uma cruz com a haste vertical. O seu pano é geralmente rematado com franjas, sendo frequentemente farpado, com duas ou mais pontas das quais pendem borlas. Por norma, são feitos de tecidos ricos (seda ou cetim) sendo as inscrições e outros motivos decorativos bordados no pano a fio de ouro ou de prata. No centro do anverso do pano está pintada a imagem do seu orago ou ocasionalmente o emblema da instituição. Por vezes, no reverso do pano está colocado um outro emblema. Como é comum na vexilologia, não existe uma designação padronizada para estes estandartes, os quais são frequentemente referidos simplesmente como "bandeiras" ou por outras designações. Os estandartes armados em verga são frequentemente referidos como "pendões" ou ocasionalmente como "vexilos" (uma vez que são semelhantes e descendentes diretos dos antigos vexilos romanos).

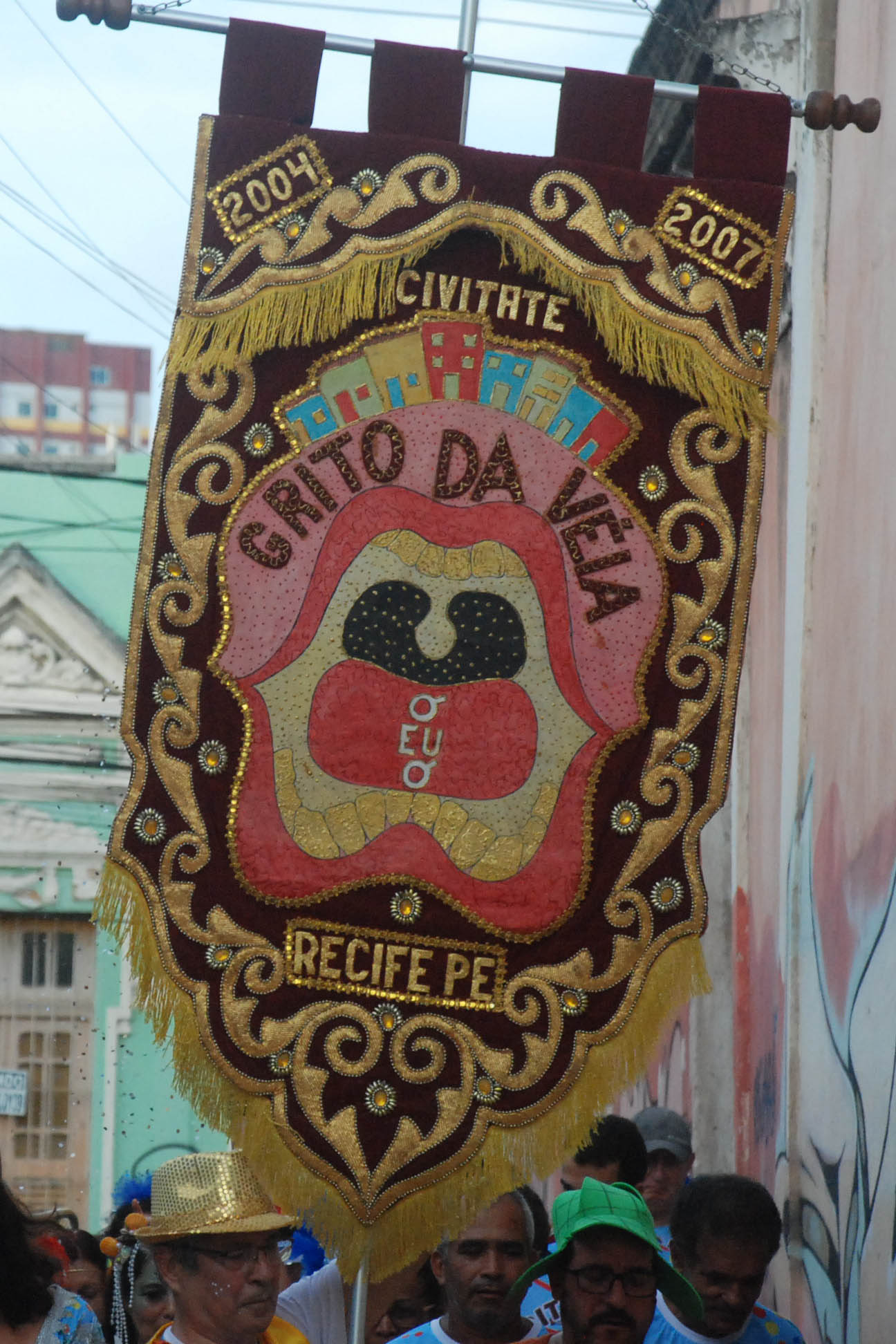
Estandarte de bloco carnavalesco do Recife.

No passado, os estandartes usados pelas corporações civis seguiam um padrão semelhante aos estandartes processionais das instituições católicas, sendo nomeadamente armados em verga. Hoje em dia, contudo, tendem a ser bandeiras quadradas ou retangulares, suspensas diretamente da haste vertical. Dada a diversidade de corporações civis, existe uma correspondente diversidade de modelos de estandartes em uso pelas mesmas. Em Portugal, o modelo dos estandartes a usar pelos municípios, freguesias e pessoas coletivas de utilidade pública administrativa está definido por lei. Os estandartes destas instituições ordenam-se de forma semelhante às respetivas bandeiras para arvorar em mastros e adriças, mas são de formato quadrangular com a medida fixa de 1 metro de lado, contendo sempre as armas do titular ao centro. Devem ser feitos de tecido de seda, bordados e debruados por um cordão, dos esmaltes heráldicos dominantes do brasão do titular e cujas extremidades são rematadas por borlas, servindo para dar laçadas na haste. A haste é de metal dourado e dela se projeta uma varinha horizontal que serve para manter o estandarte permanentemente desfraldado. O estandarte envia na haste por uma bainha denticulada e na vareta horizontal por uma bainha continua.